# Apozomus sauteri
Espèce
Synonymes
- Schizomus sauteri Kraepelin, 1911

Apozomus sauteri est une espèce de schizomides de la famille des Hubbardiidae.

## Distribution
Cette espèce se rencontre au Japon, a Taïwan, en Chine et au Viêt Nam.

## Description
Apozomus sauteri mesure 3,3 mm.

## Étymologie
Cette espèce est nommée en l'honneur de H. Sauter.

## Publication originale
- Kraepelin, 1911 : Neue Beitrage zur Systematik der Gliederspinnen. Mitteilungen aus dem Naturhistorischen Museum in Hamburg, vol. 28, p. 57-107 (texte intégral).